# Tece
Die Tece SE (Eigenschreibweise: TECE) mit Sitz im nordrhein-westfälischen Emsdetten ist die Muttergesellschaft der Tece-Gruppe. Tece ist global an 22 Standorten tätig – für den internationalen Vertrieb sorgen 22 Tochtergesellschaften und weitere Vertriebspartner. Tece ist Hersteller und Anbieter von Haustechniksystemen: Spül- und Vorwandtechnik, Entwässerungstechnik und Rohrsysteme. Diese Produkte werden über den Vertriebsweg Fachgroßhandel und Fachhandwerk zu Bädern und haustechnischen Komplettlösungen zusammengeführt.

## Geschichte
Das Unternehmen wurde 1987 von Gerd und Thomas Fehlings unter dem Namen „TC-Thermconcept“ in Emsdetten gegründet. Es war in dieser Zeit einer der Pioniere von Kunststoffrohr-Installationssystemen. 1996 folgte die Vorwandtechnik, im Jahr 2001 die Spültechnik. 2005 übernahm TECE die Basika Entwässerungstechnik GmbH & Co KG, Wuppertal und bietet seitdem auch Entwässerungstechnik mit dem Werkstoff Edelstahl an.
Seit 2015 tragen die Geschäftsführer André Welle, Hans-Joachim Sahlmann und Michael Freitag die Verantwortung für die Tece-Gruppe. Seit 2023 ist mit Peter Fehlings auch wieder ein Mitglied der Inhaberfamilie aktiv in der Geschäftsführung vertreten.

## Unternehmensgruppe
Die Konzernzentrale sitzt in Emsdetten. Hier sind die Verwaltung, ein Kunden- und Schulungszentrum sowie Forschung und Entwicklung untergebracht. Zur Tece-Gruppe gehören 22 Tochterunternehmen und Niederlassungen weltweit. Tece produziert in sechs Werken, zwei davon in Deutschland (Emsdetten und Wuppertal). Das Familienunternehmen hat nach eigenen Angaben eine Exportquote von 55 Prozent.